# Bożena Gniedziuk
Bożena Gniedziuk (* 4. August 1961 in Warschau, Volksrepublik Polen; † 12. Januar 2014 ebenda, geborene Bożena Markiewicz) war eine polnische Handballspielerin, die über viele Jahre Rekordnationalspielerin der polnischen Nationalmannschaft war.

## Karriere

### Im Verein
Gniedziuk lief zwischen 1973 und 1977 in ihrer Geburtsstadt für MKS Praga auf. Ab dem Jahr 1978 stand Gniedziuk beim Zweitligisten AZS Warschau unter Vertrag, mit dem sie ein Jahr später in die höchste polnische Spielklasse aufstieg. Sie wechselte im Jahr 1982 zum Stadtrivalen Skra Warschau. Nachdem die Kreisläuferin in der Saison 1991/92 für den norwegischen Zweitligisten Oslo Haugevit aufgelaufen war, fusionierte der Verein in der Folgesaison zu IL Vestar Oslo, mit dem sie in der höchsten norwegischen Spielklasse antrat. Anschließend spielte sie im luxemburgischen Rümelingen. In der Saison 1994/95 lief Gniedziuk für den polnischen Verein Via Vena Warschau auf, mit dem sie 1995 den polnischen Pokal gewann.

### In Auswahlmannschaften
Gniedziuk bestritt zwischen 1977 und 1981 insgesamt 78 Länderspiele für die polnische Jugendnationalmannschaft, für die sie insgesamt 142 Treffer erzielte. Am 10. April 1981 gab sie in einem Testspiel gegen Schweden ihr Länderspieldebüt für die polnische A-Nationalmannschaft. Mit Polen nahm sie in den Jahren 1986 und 1990 an der A-Weltmeisterschaft sowie in den Jahren 1981, 1983, 1985, 1987 und 1989 an der B-Weltmeisterschaft teil. Am 24. Juni 1992 absolvierte Gniedziuk das letzte ihrer 241 Länderspiele, womit sie Rekordnationalspielerin der polnischen Auswahl war. Dieser Rekord wurde erst am 11. Dezember 2017 von Kinga Grzyb überboten.

## Nach ihrer Karriere
Gniedziuk war zwischen 1994 und 1997 beim polnischen Verein Varsovia Warschau als Jugendtrainerin tätig. Weiterhin war sie zwischen 1994 und 1998 im Warschauer Stadtbezirk Żoliborz sowie zwischen 2000 und 2012 in der Stadt Marki als Sportlehrerin beschäftigt. Sie starb am 12. Januar 2014 nach langer Krankheit.